# Godfrey Slattery
Godfrey Slattery, né le 16 avril 1999, est un coureur cycliste australien.

## Palmarès sur piste

### Championnats du monde juniors
- Montichiari 2017
  -  Médaillé de bronze de l'américaine juniors

### Coupe du monde
- 2018-2019
  - 3e de la poursuite par équipes à Hong Kong

### Championnats d'Océanie
| Édition / Épreuve | Poursuite par équipes | Américaine |
| Adélaïde 2018     |                       | Bronze     |
| Invercargill 2019 | Or                    |            |

### Championnats d'Australie
- 2016
  -  Champion d'Australie de poursuite par équipes juniors (avec Kelland O'Brien, Riley Hart et Thomas McDonald)
- 2017
  -  Champion d'Australie de poursuite juniors
  -  Champion d'Australie de poursuite par équipes juniors (avec Isaac Buckell, Riley Hart et Jensen Plowright)
- 2018
  -  Champion d'Australie de poursuite par équipes (avec Kelland O'Brien, Lucas Plapp et Leigh Howard)
  - 3e de l'américaine

## Palmarès sur route
- 2014
  -  Champion d'Australie sur route cadets
- 2019
  - 5e étape du Tour of the Great South Coast (contre-la-montre par équipes)